# Lista das maiores perdas financeiras mundiais
A lista a seguir destaca as maiores perdas já registradas em todos os mercados financeiros do planeta. Todas ultrapassam o valor de cem milhões de dólares. Devido à natureza de muitos fundos de hedge e gerentes de fundos, é provável que muitas perdas notáveis jamais venham a público.

A lista é ordenada pelo total de perdas registradas, da maior para a menor.

Ela inclui tanto perdas advindas quanto não-advindas de fraudes.
| Posição | Perda nominal | Taxa FX no momento da perda (US$) | Equivalente (US$) | Inflação desde a perda até 31 de dezembro de 2007 (US$) | Perda real  | País           | Empresa                        | Fonte das perdas                           | Ano  | Pessoas associadas               |
| ------- | ------------- | --------------------------------- | ----------------- | ------------------------------------------------------- | ----------- | -------------- | ------------------------------ | ------------------------------------------ | ---- | -------------------------------- |
| 1       | EUR 4.9 bn    | 1.45                              | USD 7.1 bn        | 0%                                                      | USD 7.1 bn  | França         | Société Générale               | European Index Futures                     | 2008 | Jérôme Kerviel                   |
| 2       | USD 6.5 bn    | 1                                 | USD 6.5 bn        | 3%                                                      | USD 6.7 bn  | Canadá         | Amaranth Advisors              | Gas Futures                                | 2006 | Brian Hunter                     |
| 3       | USD 4.6 bn    | 1                                 | USD 4.6 bn        | 27%                                                     | USD 5.85 bn | Estados Unidos | Long Term Capital Management   | Interest Rate and Equity Derivatives       | 1998 | John Meriwether                  |
| 4       | JPY 285 bn    | 109.5                             | USD 2.6 bn        | 32%                                                     | USD 3.44 bn | Japão          | Sumitomo Corporation           | Copper Futures                             | 1996 | Yasuo Hamanaka                   |
| 5       | USD 1.7 bn    | 1                                 | USD 1.7 bn        | 40%                                                     | USD 2.38 bn | Estados Unidos | Orange County                  | Interest Rate Derivatives                  | 1994 | Robert Citron                    |
| 6       | BRL 4.62 Bn   | 2.20                              | USD 2.1 Bn ;      | 0%                                                      | USD 2.1 bn  | Brasil         | Aracruz                        | FX Options                                 | 2008 | Isac Zaguri, Rafael Sotero       |
| 7       | EUR 1.4 bn    | 1.25                              | USD 1.9 bn        | 3%                                                      | USD 1.97 bn | Áustria        | BAWAG                          | Foreign Exchange Trading                   | 2000 | Wolfgang Flöttl, Helmut Elsner   |
| 8       | DEM 2.63 bn   | 0.52                              | USD 1.38 bn       | 43%                                                     | USD 1.96 bn | Alemanha       | Metallgesellschaft             | Oil Futures                                | 1993 | Heinz Schimmelbusch              |
| 9       | HKD 14.7 bn   | 7.76                              | USD 1.9 bn        | 0%                                                      | USD 1.9 bn  | China          | CITIC Pacific                  | Foreign Exchange Trading                   | 2008 |                                  |
| 10      | GBP 827 mio   | 1.6                               | USD 1.323 bn      | 36%                                                     | USD 1.8 bn  | Reino Unido    | Barings Bank                   | Nikkei Futures                             | 1995 | Nick Leeson                      |
| 11      | JPY 103.4 bn  | 94                                | USD 1.1 bn        | 36%                                                     | USD 1.5 bn  | Japão          | Daiwa Bank                     | Bonds                                      | 1995 | Toshihide Iguchi                 |
| 12      | EUR 0.75 bn   | 1.30                              | USD 0.975 bn      | 0%                                                      | USD 0.975   | França         | Caisse d'Epargne               | Derivatives                                | 2008 | Boris Picano-Nacci               |
| 13      | EUR 0.60 bn   |                                   | USD 0.82 bn       |                                                         |             | Alemanha       | WestLB                         | Common and Preferred Shares                | 2007 | Friedhelm Breuers                |
| 14      | USD 0.69 bn   |                                   |                   |                                                         |             | Estados Unidos | AIB/Allfirst                   | Foreign Exchange Options                   | 2002 | John Rusnak                      |
| 15      | GBP 0.4 bn    |                                   | USD 0.7 bn        |                                                         |             | Reino Unido    | Morgan Grenfell                | Shares                                     | 1997 | Peter Young                      |
| 16      | USD 0.6 bn    |                                   |                   |                                                         |             | Estados Unidos | Askin Capital Management       | Mortgage-Backed Securities                 | 1994 | David Askin                      |
| 17      | USD 0.55 bn   |                                   |                   |                                                         |             | China          | China Aviation Oil (Singapura) | Oil Futures and Options                    | 2004 | Chen Jiulin                      |
| 18      | BRL 760 mio   | 1.85                              | USD 411 mio       |                                                         |             | Brasil         | Sadia                          | FX and Credit Options                      | 2008 | Adriano Ferreira, Álvaro Ballejo |
| 19      | CHF 0.63 bn   |                                   | USD 0.5 bn        |                                                         |             |                | United Bank of Switzerland     | Equity Derivatives                         | 1998 | Ramy Goldstein                   |
| 20      | USD 0.4 bn    |                                   |                   |                                                         |             | Estados Unidos | Manhattan Investment Fund      | Short IT stocks during the internet bubble | 2000 | Michael Berger                   |
| 21      | EUR 0.30 bn   |                                   | USD 0.4 bn        |                                                         |             | Áustria        | Hypo Group Alpe Adria          | Foreign Exchange Trading                   | 2004 |                                  |
| 22      | EUR 0.30 bn   |                                   | USD 0.4 bn        |                                                         |             |                | Dexia Bank                     | Corporate Bonds                            | 2001 |                                  |
| 23      | DEM 0.47 bn   |                                   | USD 0.36 bn       |                                                         |             | Alemanha       | Herstatt Bank                  | Foreign Exchange Trading                   | 1974 | Dany Dattel                      |
| 24      | USD 0.35 bn   |                                   |                   |                                                         |             | Estados Unidos | Kidder Peabody                 | Government Bonds                           | 1994 | Joseph Jett                      |
| 25      | USD 0.35 bn   |                                   |                   |                                                         |             | Estados Unidos | Calyon                         | Credit Derivatives                         | 2007 |                                  |
| 26      | AUD 0.36 bn   |                                   | USD 0.28 bn       |                                                         |             | Austrália      | National Australia Bank        | Foreign Exchange Trading                   | 2004 | Luke Duffy                       |
| 27      | USD 0.28 bn   |                                   |                   |                                                         |             | Estados Unidos | West Virginia                  | Fixed Income and Interest Rate Derivatives | 1987 | A. James Manchin                 |
| 28      | USD 0.2 bn    |                                   |                   |                                                         |             | China          | State Reserves Bureau          | Copper Futures                             | 2005 | Liu Qibing                       |
| 29      | USD 0.28 bn   |                                   |                   |                                                         |             | Estados Unidos | Merrill Lynch                  | Mortgages (IOs and POs) Trading            | 1987 | Howard A. Rubin                  |
| 30      | USD 0.16 bn   |                                   |                   |                                                         |             | Estados Unidos | Procter & Gamble               | Interest Rate Derivatives                  | 1994 | Raymond Mains                    |
| 31      | GBP 90 mio    |                                   | USD 0.2 bn        |                                                         |             | Reino Unido    | NatWest                        | Interest Rate Options                      | 1997 | Kyriacos Papouis                 |
| 32      | USD 0.14 bn   |                                   |                   |                                                         |             | Estados Unidos | MF Global                      | Wheat Futures                              | 2008 | Evan Dooley                      |
| 33      | USD 0.11 bn   |                                   |                   |                                                         |             | Estados Unidos | Cuyahoga County, Ohio          | Leveraged Fixed Income                     | 1994 |                                  |
| 34      | SEK 630 mio   |                                   | USD 0.1 bn        |                                                         |             | Suécia         | Carnegie Investment Bank       | Equity Derivatives                         | 2007 | Aleksandar Adamovic              |
| 35      | USD 0.1 bn    |                                   |                   |                                                         |             | Croácia        | Rijeka Bank                    | Foreign Exchange Trading                   | 2002 | Eduard Nodilo                    |